# James Dwight Dana

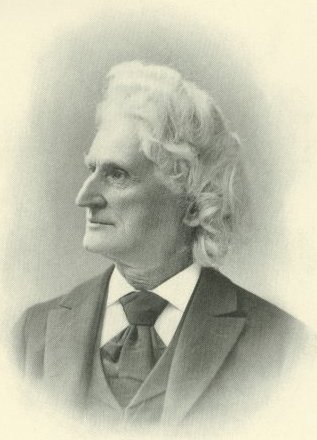
James Dwight Dana

James Dwight Dana (ur. 12 lutego 1813 w Utica; zm. 14 kwietnia 1895 w New Haven) – amerykański geolog, mineralog i zoolog. Twórca wielu prac na temat pochodzenia oraz budowy łańcuchów górskich, oceanów i kontynentów. Opracował chemiczną systematykę minerałów. Laureat Medalu Copleya.

## Życiorys
Studiował na Uniwersytecie Yale, gdzie następnie podjął pracę i w latach 1855–1892 był profesorem historii naturalnej. Uczestniczył w wielu wyprawach naukowych, które zaowocowały znacznym wkładem w rozwój wiedzy na temat kształtowania skorupy ziemskiej. Był prezesem Geological Society of America i American Association for the Advancement of Science, a także członkiem założycielem National Academy of Sciences. Od 1884 był członkiem londyńskiego Royal Society.
Jednym z jego największych osiągnięć jest opracowanie chemicznej systematyki minerałów, The System of Mineralogy, wydanej po raz pierwszy w 1837 i wielokrotnie wznawianej, a następnie rozwijanej przez jego syna Edwarda Salisbury’ego Danę. Systematyka ta, wielokrotnie uzupełniana, jest jednym z najważniejszych systemów klasyfikacji minerałów, popularnym szczególnie w krajach anglosaskich.